# Route nationale 4 (Sénégal)
Pour les articles homonymes, voir N4 et Route nationale 4.
La route nationale 4, (N4) ou Transgambienne, est une route nationale du Sénégal. 
La route N4 est le prolongement au Sénégal de l'autoroute transgambienne (en) , qui est la principale liaison entre la région de la Casamance et la capitale Dakar.

## Description
La route nationale 4 part au nord de Ziguinchor en Casamance jusqu'à Bignona, en traversant le fleuve Casamance. 
La route s'étend en direction du nord-est jusqu'à Bounkiling, puis vers le nord pour traverser la Gambie entre Soma et Farafenni, enjambant le fleuve Gambie en empruntant le Pont Sénégambie. 
Après son trajet vers le nord-ouest jusqu'à Kaolack, elle rejoint la route nationale 1, qui mène à Dakar.
La route nationale 4 à une longueur de 337 kilomètres dont 25 kilomètres en Gambie.
La N4 est la liaison nord-sud la plus courte entre le nord du Sénégal et la campagne fertile et relativement densément peuplée de la Casamance, isolée au sud de la Gambie. 
Cependant, le trafic transitant par la Gambie doit traverser deux fois les frontières étatiques et douanières et est bloqué par le fleuve Gambie, qui ne peut être traversé que par traversier ou depuis janvier 2019 par le pont à péage de la Sénégambie.
Un trajet alternatif passe par la route nationale 5  via Bignona et Banjul, passant le fleuve Gambie en traversier à Banjul puis en rejoignant la N4 juste au sud de Kaolack.

## Histoire
La route a été construite dans les années 1950.
Que le trafic longue distance roule sur la nationale N4 ou qu'il préfère utiliser le contournement beaucoup plus long via Tambacounda à l'est du pays par la route nationale 1 et la route nationale 6, dépendait essentiellement des relations politiques entre le Sénégal et la Gambie.
Lorsque les frais de transit gambiens ont été multipliés par cent du jour au lendemain début 2016, la Transgambienne a été boycottée.
Après le changement de pouvoir en Gambie en 2017, la situation s'est considérablement améliorée.

## Parcours
- Diourbel
- Gossas
- Kaolack
- Nioro du Rip
- Grand Bao Bolon
- Frontière  Sénégal  Gambie
- Farafenni
- Pont Sénégambie du Gambie
- Madina Wandifa
- Bounkiling
- Bignona
- Pont Émile Badiane du Casamance
- Ziguinchor
- Aéroport de Ziguinchor
- Frontière  Guinée-Bissau